# 阿爾涅伊-恰沙孔賈火山
56°41′33″N 159°38′42″E / 56.69250°N 159.64500°E
阿爾涅伊-恰沙孔賈火山（俄语：Алней-Чашаконджа），是俄羅斯的火山，位於堪察加半島北部，屬於中部山脈的一部分，海拔高度2,598米，山體在上新世形成，最近一次火山噴發在1600年左右發生。